# Pomacentrus azuremaculatus
Pomacentrus azuremaculatus är en fiskart som beskrevs av Allen, 1991. Pomacentrus azuremaculatus ingår i släktet Pomacentrus och familjen Pomacentridae. Inga underarter finns listade i Catalogue of Life.